# Сен-Кантен (парафія, Нью-Брансвік)
Сен-Кантен (англ. Saint-Quentin) — парафія в Канаді, у провінції Нью-Брансвік, у складі графства Рестігуш.

## Населення
За даними перепису 2016 року, парафія нараховувала 1532 особи, показавши зростання на 2,9%, порівняно з 2011-м роком. Середня густина населення становила 0,6 осіб/км².
З офіційних мов обидвома одночасно володіли 445 жителів, тільки англійською — 5, тільки французькою — 1 070.
Працездатне населення становило 68,5% усього населення, рівень безробіття — 19,3% (24,5% серед чоловіків та 12,8% серед жінок). 88,1% осіб були найманими працівниками, а 11,4% — самозайнятими.
Середній дохід на особу становив $33 775 (медіана $30 101), при цьому для чоловіків — $38 390, а для жінок $28 631 (медіани — $35 328 та $25 451 відповідно).
20,2% мешканців мали закінчену шкільну освіту, не мали закінченої шкільної освіти — 36,4%, 43,4% мали післяшкільну освіту, з яких 19,6% мали диплом бакалавра, або вищий.
| Статево-вікова структура населення | Статево-вікова структура населення | Статево-вікова структура населення | Статево-вікова структура населення | Статево-вікова структура населення |
| ---------------------------------- | ---------------------------------- | ---------------------------------- | ---------------------------------- | ---------------------------------- |
|                                    |                                    |                                    |                                    |                                    |
| Всього                             | Всього                             | 51,8%48,2%                         |                                    |                                    |
| 0 — 14 років                       | 0 — 14 років                       |                                    | 15,3%                              | 15,3%                              |
| 15 — 64 років                      | 15 — 64 років                      |                                    | 69,7%                              | 69,7%                              |
| 65 і більше                        | 65 і більше                        |                                    | 15%                                | 15%                                |
| 85 і більше                        | 85 і більше                        |                                    | 1,3%                               | 1,3%                               |
| Середній вік (років)               | Середній вік (років)               | 43,441,8                           | 42,6                               | 42,6                               |
| Медіана (років)                    | Медіана (років)                    | 47,546,0                           | 46,8                               | 46,8                               |
| — чоловіки — жінки                 |                                    |                                    |                                    |                                    |

| Походження мешканців:     | Походження мешканців:     | Походження мешканців: | Походження мешканців: | Походження мешканців: |
| ------------------------- | ------------------------- | --------------------- | --------------------- | --------------------- |
| Походження                |                           |                       | осіб                  | %                     |
| Корінні американці        | Корінні американці        |                       | 65                    | 4.29%                 |
| Інше північноамериканське | Інше північноамериканське |                       | 1 380                 | 91.09%                |
| Європейське               | Європейське               |                       | 310                   | 20.46%                |
| британське                | британське                |                       | 40                    | 2.64%                 |
| французьке                | французьке                |                       | 270                   | 17.82%                |
| Азійське                  | Азійське                  |                       | 15                    | 0.99%                 |

| Зайнятість населення за галузями (за класифікацією NOC): | Зайнятість населення за галузями (за класифікацією NOC): | Зайнятість населення за галузями (за класифікацією NOC): | Зайнятість населення за галузями (за класифікацією NOC): | Зайнятість населення за галузями (за класифікацією NOC): |
| -------------------------------------------------------- | -------------------------------------------------------- | -------------------------------------------------------- | -------------------------------------------------------- | -------------------------------------------------------- |
|                                                          |                                                          |                                                          |                                                          |                                                          |
| Управління                                               | Управління                                               |                                                          | 6,3%                                                     | 6,3%                                                     |
| Бізнес, фінанси та адміністрування                       | Бізнес, фінанси та адміністрування                       |                                                          | 9,1%                                                     | 9,1%                                                     |
| Природничі та прикладні науки                            | Природничі та прикладні науки                            |                                                          | 1,1%                                                     | 1,1%                                                     |
| Охорона здоров'я                                         | Охорона здоров'я                                         |                                                          | 6,9%                                                     | 6,9%                                                     |
| Освіта, правозахист, муніципальні та урядові служби      | Освіта, правозахист, муніципальні та урядові служби      |                                                          | 6,9%                                                     | 6,9%                                                     |
| Роздрібна торгівля та послуги                            | Роздрібна торгівля та послуги                            |                                                          | 16%                                                      | 16%                                                      |
| Гуртова торгівля, транспорт та обладнання                | Гуртова торгівля, транспорт та обладнання                |                                                          | 22,3%                                                    | 22,3%                                                    |
| Природні ресурси, сільське господарство                  | Природні ресурси, сільське господарство                  |                                                          | 17,1%                                                    | 17,1%                                                    |
| Виробництво                                              | Виробництво                                              |                                                          | 13,1%                                                    | 13,1%                                                    |

## Клімат
Середня річна температура становить 1,7°C, середня максимальна – 20,8°C, а середня мінімальна – -21,3°C. Середня річна кількість опадів – 1 126 мм.
| Клімат поселення                              | Клімат поселення | Клімат поселення | Клімат поселення | Клімат поселення | Клімат поселення | Клімат поселення | Клімат поселення | Клімат поселення | Клімат поселення | Клімат поселення | Клімат поселення | Клімат поселення | Клімат поселення |
| Показник                                      | Січ.             | Лют.             | Бер.             | Квіт.            | Трав.            | Черв.            | Лип.             | Серп.            | Вер.             | Жовт.            | Лист.            | Груд.            |                  |
| Середній максимум, °C                         | −8,77            | −6,95            | −0,5             | 6,28             | 14,10            | 19,71            | 20,76            | 19,88            | 13,82            | 7,79             | 1,19             | −6,92            |                  |
| Середня температура, °C                       | −15,02           | −13,21           | −6,75            | 0,02             | 7,84             | 13,45            | 17,09            | 16,22            | 10,16            | 4,12             | −2,48            | −10,61           |                  |
| Середній мінімум, °C                          | −21,28           | −19,45           | −13              | −6,23            | 1,60             | 7,20             | 13,42            | 12,54            | 6,48             | 0,46             | −6,17            | −14,26           |                  |
| Норма опадів, мм                              | 87               | 70               | 71               | 71               | 93               | 104              | 127              | 111              | 98               | 102              | 98               | 94               |                  |
| Середньомісячна швидкість вітру, м/с          | 4.17             | 4.23             | 4.42             | 4.15             | 3.84             | 3.45             | 3.14             | 3.06             | 3.39             | 3.76             | 3.98             | 4.10             |                  |
| Середньомісячна сонячна радіація, кДж/м²·день | 4994             | 8249             | 12256            | 15869            | 18388            | 20057            | 19269            | 16884            | 12277            | 7469             | 4436             | 3688             |                  |
| --------------------------------------------- | ---------------- | ---------------- | ---------------- | ---------------- | ---------------- | ---------------- | ---------------- | ---------------- | ---------------- | ---------------- | ---------------- | ---------------- | ---------------- |
| Джерело:                                      |                  |                  |                  |                  |                  |                  |                  |                  |                  |                  |                  |                  |                  |